# Penambol Conservation Park
Penambol Conservation Park är en park i Australien. Den ligger i delstaten South Australia, omkring 390 kilometer sydost om delstatshuvudstaden Adelaide.
Närmaste större samhälle är Mount Gambier, omkring 18 kilometer nordväst om Penambol Conservation Park. 
Trakten runt Penambol Conservation Park består till största delen av jordbruksmark. Genomsnittlig årsnederbörd är 956 millimeter. Den regnigaste månaden är juni, med i genomsnitt 165 mm nederbörd, och den torraste är februari, med 18 mm nederbörd.